# Pseudophoxinus handlirschi
Pseudophoxinus handlirschi (türkischer Trivialname: Ciçek) ist eine höchstwahrscheinlich ausgestorbene Fischart aus der Familie der  Karpfenfische (Cyprinidae). Er war im Eğirdir Gölü (Eğirdir-See) in der Türkei endemisch. Der Artname bezieht sich auf den österreichischen Entomologen und Paläontologen Anton Handlirsch (1865–1935).

## Merkmale
Pseudophoxinus handlirschi erreichte eine Gesamtlänge von 8 bis 12 cm. Der Körper war oval, leicht spindelförmig und mit kleinen Schuppen bedeckt. Das kleine Maul war endständig oder leicht aufwärts gerichtet. Der letzte Dornenstrahl der Rückenflosse war nicht gut entwickelt. Der große Kopf erreichte ungefähr 1/4 der Körperlänge ohne Schwanz. Der Augendurchmesser betrug ungefähr 1/6 der Kopflänge. Die Schwanzflosse war leicht gegabelt. Der Rücken war bräunlich oder schwärzlich. Die Flanken waren hellgrau mit einem bläulichen Glanz. Der Bauch war stumpfweiß. Alle Flossen waren dunkelgrau.

## Status
Pseudophoxinus handlirschi wird von der IUCN in der Kategorie „ausgestorben“ (extinct) gelistet. Die letzten kommerziellen Fänge fanden zwischen 1958 und 1961 statt, in dieser Zeit wurden 175 Tonnen dieser Art gefischt. Nach einer letzten Sichtung Anfang der 1970er Jahre gab es bei den nächsten Suchen in den 1980er Jahren keine Nachweise mehr. Zwischen 1990 und 2010 wurden mehrere Suchen im Eğirdir Gölü sowie in den Zu- und Abflüssen Kayaağzı, Karaot, Mücevre, Yalvaç, Gelendost und Çayköy durchgeführt, die ebenfalls erfolglos blieben. Als Hauptursache für sein Verschwinden wird die Nachstellung durch den eingeführten  Zander (Sander lucioperca) Mitte der 1950er Jahre angenommen.